# Championnat de Finlande de football 1953
Navigation
Saison précédente Saison suivante
La saison 1953 du Championnat de Finlande de football était la 24e édition de la première division finlandaise à poule unique, la Mestaruussarja. Les dix meilleurs clubs du pays jouent les uns contre les autres à deux reprises durant la saison, à domicile et à l'extérieur. À la fin de la compétition, les 2 derniers du classement sont relégués et remplacés par les 2 meilleurs clubs d'Ykkonen, la deuxième division finlandaise.
Un match de barrage est nécessaire cette saison puisque deux clubs terminent à égalité en tête du classement : le VIFK Vaasa et le Jäntevä Kotka. KuPS Kuopio complète le podium avec trois points de retard sur le duo de tête. VIFK Vaasa remporte le match pour le titre et décroche le 3e titre de champion de Finlande de son histoire. Le double tenant du titre, le KTP Kotka, évite de peu la relégation, il termine 8e avec seulement deux points d'avance sur le VPS Vaasa, premier relégué.

## Les 10 clubs participants
| - VPS Vaasa - KaPa Kajaani - Promu de Ykkonen - Pyrkivä Turku - VIFK Vaasa - KIF Helsinki | - HJK Helsinki - Promu de Ykkonen - KTP Kotka - Haka Valkeakoski - Jäntevä Kotka - KuPS Kuopio |

## Compétition

### Classement
Le barème de points servant à établir le classement se décompose ainsi :
- Victoire : 2 points
- Match nul : 1 point
- Défaite : 0 point

| Rang | Équipe           | Pts | J  | G  | N | P  | Bp | Bc | Diff |
| ---- | ---------------- | --- | -- | -- | - | -- | -- | -- | ---- |
| 1    | VIFK Vaasa       | 24  | 18 | 10 | 4 | 4  | 40 | 23 | +17  |
| 2    | Jäntevä Kotka    | 24  | 18 | 11 | 2 | 5  | 30 | 20 | +10  |
| 3    | KuPS Kuopio      | 21  | 18 | 9  | 3 | 6  | 32 | 25 | +7   |
| 4    | Haka Valkeakoski | 19  | 18 | 8  | 3 | 7  | 31 | 32 | -1   |
| 5    | Pyrkivä Turku    | 18  | 18 | 8  | 2 | 8  | 38 | 29 | +9   |
| 6    | HJK Helsinki P   | 17  | 18 | 7  | 3 | 8  | 28 | 22 | +6   |
| 7    | KIF Helsinki     | 16  | 18 | 6  | 4 | 8  | 28 | 28 | 0    |
| 8    | KTP Kotka T      | 15  | 18 | 5  | 5 | 8  | 22 | 32 | -10  |
| 9    | VPS Vaasa        | 13  | 18 | 5  | 3 | 10 | 26 | 37 | -11  |
| 10   | KaPa Kajaani P   | 13  | 18 | 4  | 5 | 9  | 25 | 52 | -27  |

|  | Participation au barrage pour le titre              |
|  | Relégation en deuxième division                     |
|  | T Tenant du titre P Club promu de deuxième division |

### Matchs

#### Match pour le titre
| Équipe 1   | Résultat | Équipe 2      |
| ---------- | -------- | ------------- |
| VIFK Vaasa | 3 - 1    | Jäntevä Turku |

## Bilan de la saison
| Championnat de Finlande de football 1953 |                       |
| Champion                                 | VIFK Vaasa (3e titre) |
| Promotions et relégations                |                       |
| Promus en Mestaruussarja                 | KPT Kuopio            |
| Promus en Mestaruussarja                 | TuTo Turku            |
| Relégués en Ykkonen                      | VPS Vaasa             |
| Relégués en Ykkonen                      | KaPa Kajaani          |